# Emmanuel Bricard
Emmanuel Bricard (ur. 4 maja 1966) – francuski szachista, arcymistrz od 2005 roku.

## Kariera szachowa
W pierwszej połowie lat 90. XX wieku należał do czołówki francuskich szachistów. W roku 1992 reprezentował narodowe barwy na szachowej olimpiadzie (w Manili) oraz w drużynowych mistrzostwach Europy (w Debreczynie), natomiast w 1994 (w Moskwie) po raz drugi wystąpił na olimpiadzie. Wielokrotnie startował w finałach indywidualnych mistrzostw Francji, zdobywając dwa medale: złoty (Nantes 1993) i brązowy (Chambéry 1994).
Do największych sukcesów Emmanuela Bricarda w turniejach międzynarodowych należą m.in. II m. w Montpellier (1988, za Peterem Lukacsem), I m. w Tuluzie (1994), dz. II m. w Bissen (1995, za Thomasem Lutherem, wraz z Fredem Berendem), II m. w Paryżu (1995, za Olegiem Korniejewem), dz. I m. w Wijk aan Zee (1996, turniej Sonnevanck, wraz z Stefanem Löfflerem, przed Ianem Rogersem oraz I m. w Bogny-sur-Meuse (2005, przed Alexandre Dgebuadze i Aloyzasem Kveinysem).
Najwyższy ranking w dotychczasowej karierze osiągnął 1 września 2011 r., z wynikiem 2511 punktów zajmował wówczas 27. miejsce wśród francuskich szachistów.